# Dymki
Dymki – wieś w Polsce położona w województwie łódzkim, w powiecie wieruszowskim, w gminie Lututów.
W latach 1954–1959 wieś należała i była siedzibą władz gromady Dymki, po jej zniesieniu w gromadzie Lututów. W latach 1975–1998 miejscowość administracyjnie należała do województwa sieradzkiego.